# Эспартиньяк
Эспартинья́к (фр. Espartignac, окс. Espartinhac) — коммуна во Франции, находится в регионе Лимузен. Департамент — Коррез. Входит в состав кантона Юзерш. Округ коммуны — Тюль.
Код INSEE коммуны — 19076.
Коммуна расположена приблизительно в 390 км к югу от Парижа, в 60 км юго-восточнее Лиможа, в 22 км к северо-западу от Тюля.

## Население
Население коммуны на 2008 год составляло 381 человек.
| 1962 | 1968 | 1975 | 1982 | 1990 | 1999 | 2008 |
| ---- | ---- | ---- | ---- | ---- | ---- | ---- |
| 299  | 326  | 321  | 344  | 342  | 385  | 381  |

## Климат
| Показатель                                                  | Янв. | Фев. | Март | Апр. | Май  | Июнь | Июль | Авг. | Сен. | Окт. | Нояб. | Дек. | Год   |
| ----------------------------------------------------------- | ---- | ---- | ---- | ---- | ---- | ---- | ---- | ---- | ---- | ---- | ----- | ---- | ----- |
| Средний суточный максимум, °C                               | 7,0  | 8,3  | 11,1 | 13,7 | 17,7 | 21,2 | 23,7 | 23,5 | 20,3 | 16,2 | 10,4  | 7,5  | 15,1  |
| Средняя температура, °C                                     | 4,2  | 5    | 7,2  | 9,5  | 13,3 | 16,5 | 18,7 | 18,6 | 15,7 | 12,3 | 7,2   | 4,7  | 11,1  |
| Средний суточный минимум, °C                                | 1,4  | 1,8  | 3,4  | 5,3  | 8,9  | 11,9 | 13,8 | 13,8 | 11,2 | 8,4  | 4,0   | 1,9  | 7,2   |
| Норма осадков, мм                                           | 89,9 | 77,3 | 80,8 | 84   | 89,2 | 70,1 | 62,8 | 78,1 | 80   | 89,3 | 93,9  | 97,1 | 992,5 |
| Источник: Climatologie de 1959 à 2008 - Espartignac, France |      |      |      |      |      |      |      |      |      |      |       |      |       |

## Экономика
В 2007 году среди 221 человека в трудоспособном возрасте (15-64 лет) 156 были экономически активными, 65 — неактивными (показатель активности — 70,6 %, в 1999 году было 69,8 %). Из 156 активных работали 145 человек (77 мужчин и 68 женщин), безработных было 11 (5 мужчин и 6 женщин). Среди 65 неактивных 22 человека были учениками или студентами, 24 — пенсионерами, 19 были неактивными по другим причинам.

## Достопримечательности
- Средневековый замок Бланш. Памятник истории с 1993 года[3]
- Дольмен Ла-Мезон-дю-Лу. Памятник истории с 1989 года[4]